# Galleria Sabauda

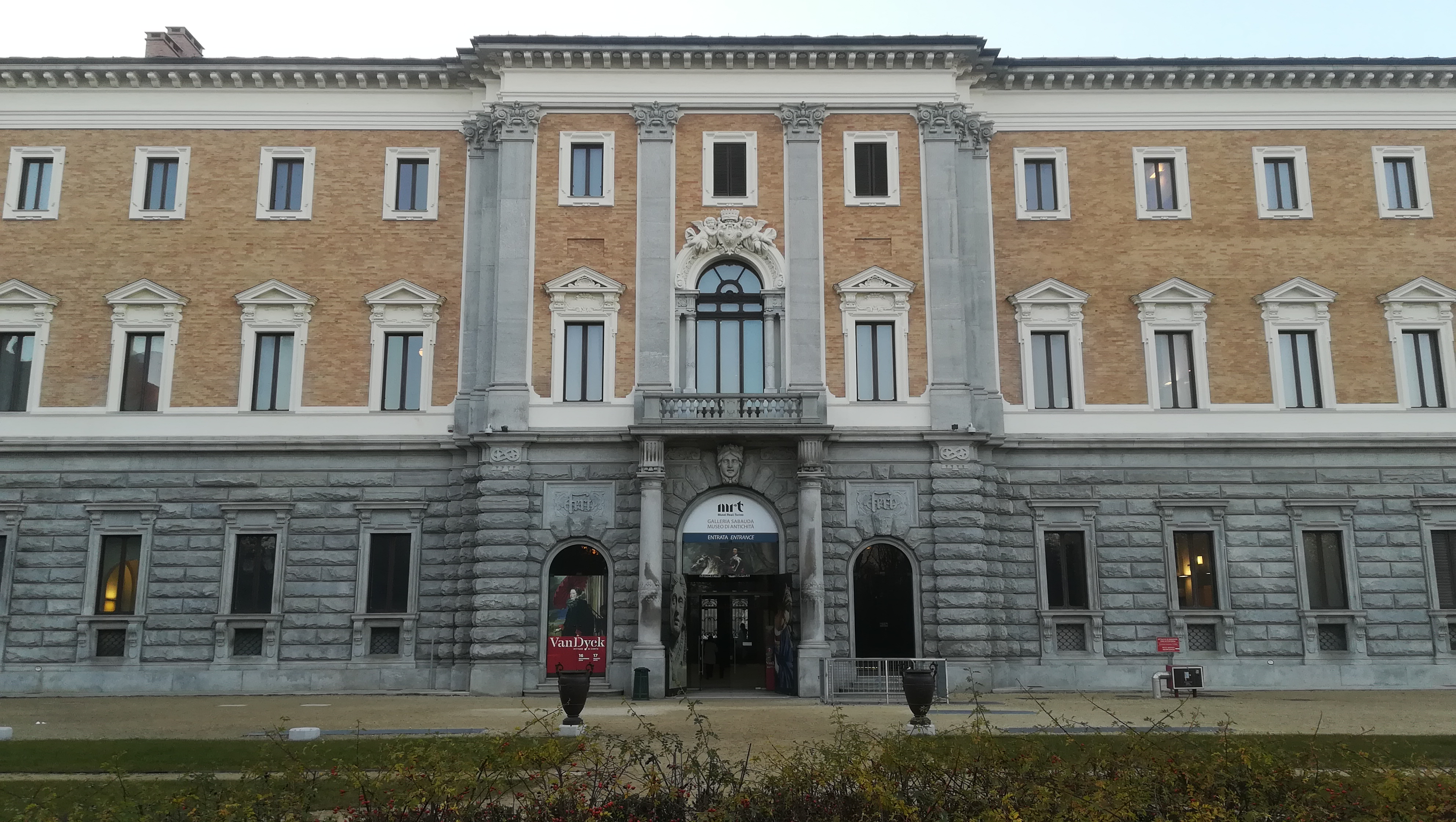
Galleria Sabauda, ingang via de koninklijke tuinen.

De Galleria Sabauda is een van de belangrijkste musea van Italië, gevestigd in de nieuwe vleugel van het Palazzo Reale in Turijn. Ze herbergt hoofdzakelijk de kunstcollecties die door de eeuwen heen werden verzameld door het huis Savoye. Het museum toont werken van Piëmontese, Italiaanse, Vlaamse en andere Europese meesters van de 14e tot de 20e eeuw.

## Geschiedenis
De Galleria Sabauda werd opgericht in 1832 in opdracht van Karel Albert van Sardinië om er de collecties in onder te brengen afkomstig van het koninklijk paleis van Turijn, van de schilderijenverzameling van de Savoys en van het Palazzo Durazzo in Genua. De verzameling werd origineel gehuisvest op de bel-etage van het Palazzo Madama. In 1860 werd de collectie afgestaan aan de staat door  Victor Emanuel II en in 1865 werd ze overgebracht naar het tweede verdiep van het Palazzo dell’Accademia delle Scienze. De collectie werd in 1930 dankzij een schenking, uitgebreid met de verzameling van de Piëmontese industrieel Ricardo Gualino en in december 2014 werd ze overgebracht naar de huidige locatie in het koninklijk Paleis van Turijn.

## Verzameling
Men kan in de collectie werken terugvinden van een ganse reeks Vlaamse schilders:
Jan van Eyck (1390-1441), Rogier van der Weyden (1400-1464), Petrus Christus (1410-1472), Hans Memling (1430/40-1494), Peter Paul Rubens (1477-1640), Jan Brueghel de Oude (1568-1625), Antoon van Dyck (1599-1641), David Teniers II (1610-1690) en van de Nederlander Rembrandt van Rijn (1606-1669).
Daarnaast een aantal werken van schilders uit de Italiaanse stadsstaten zoals:
Duccio di Buoninsegna (1255-1319) , Bernardo Daddi (1290/1300-1348), Fra Angelico (1395-1455), Andrea Mantegna (1431-1506), Sandro Botticelli (1445-1510), Filippino Lippi (1457-1504), Titiaan (1487-1576), Tintoretto (1518-1594), Paolo Veronese (1528-1588), Orazio Gentileschi (1563-1639), Guido Reni (1575-1642), Guercino (1591-1666), Sebastiano Ricci (1659-1734), Francesco Solimena (1657-1747), Giuseppe Maria Crespi (1665-1747) en de mooie vedute van Turijn van de hand van Bernardo Bellotto (1720-1780)
Er zijn ook een aantal werken van Piëmontese schilders te bekijken, onder meer van:
Giovanni Martino Spanzotti (1455-1528), Defendente Ferrari (1480-1540), Macrino d’Alba (1460/1465-1510/1520) en Gaudenzio Ferrari (1471-1546).

## Galerij

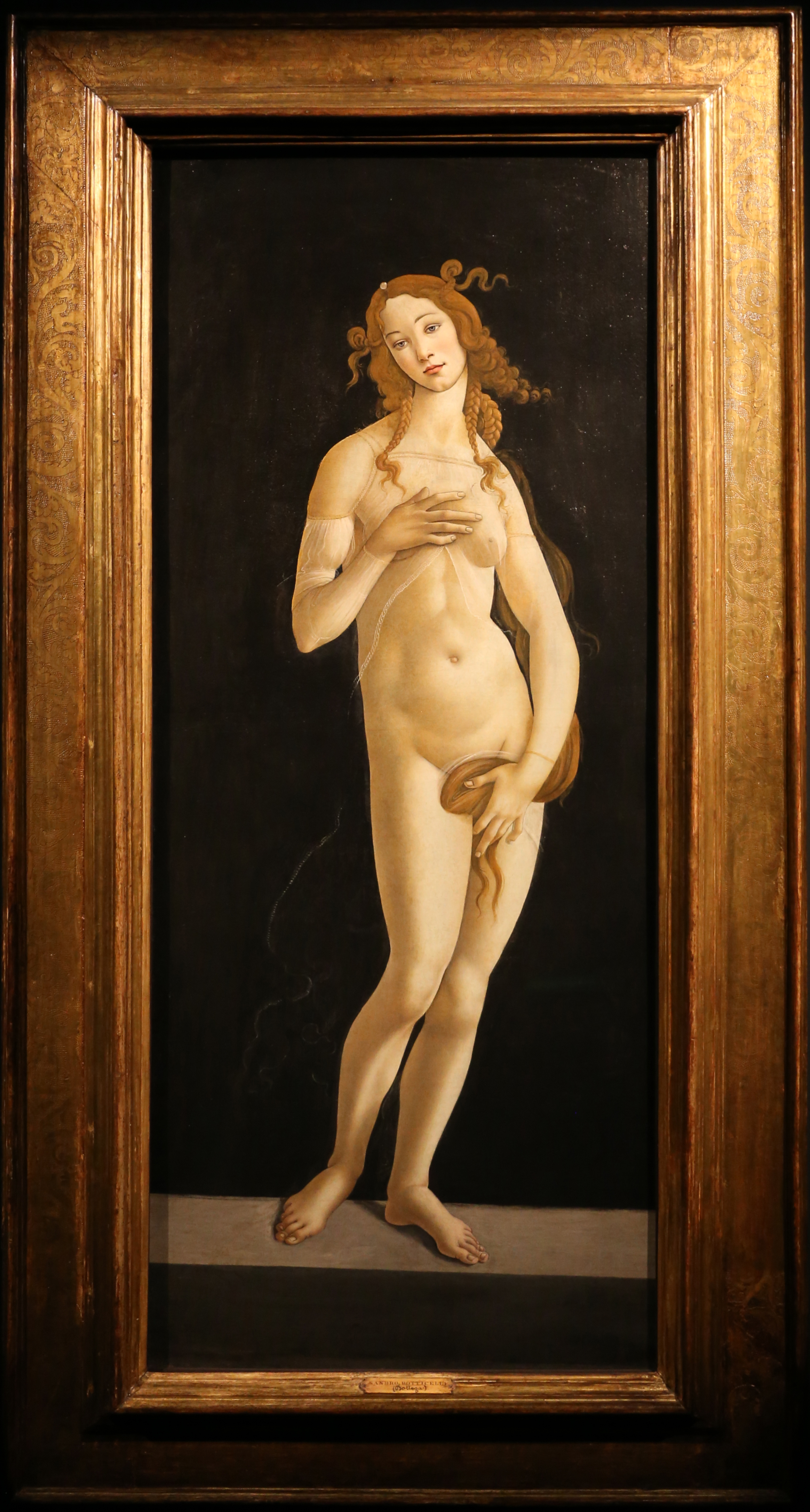
Sandro Boticelli, Venus
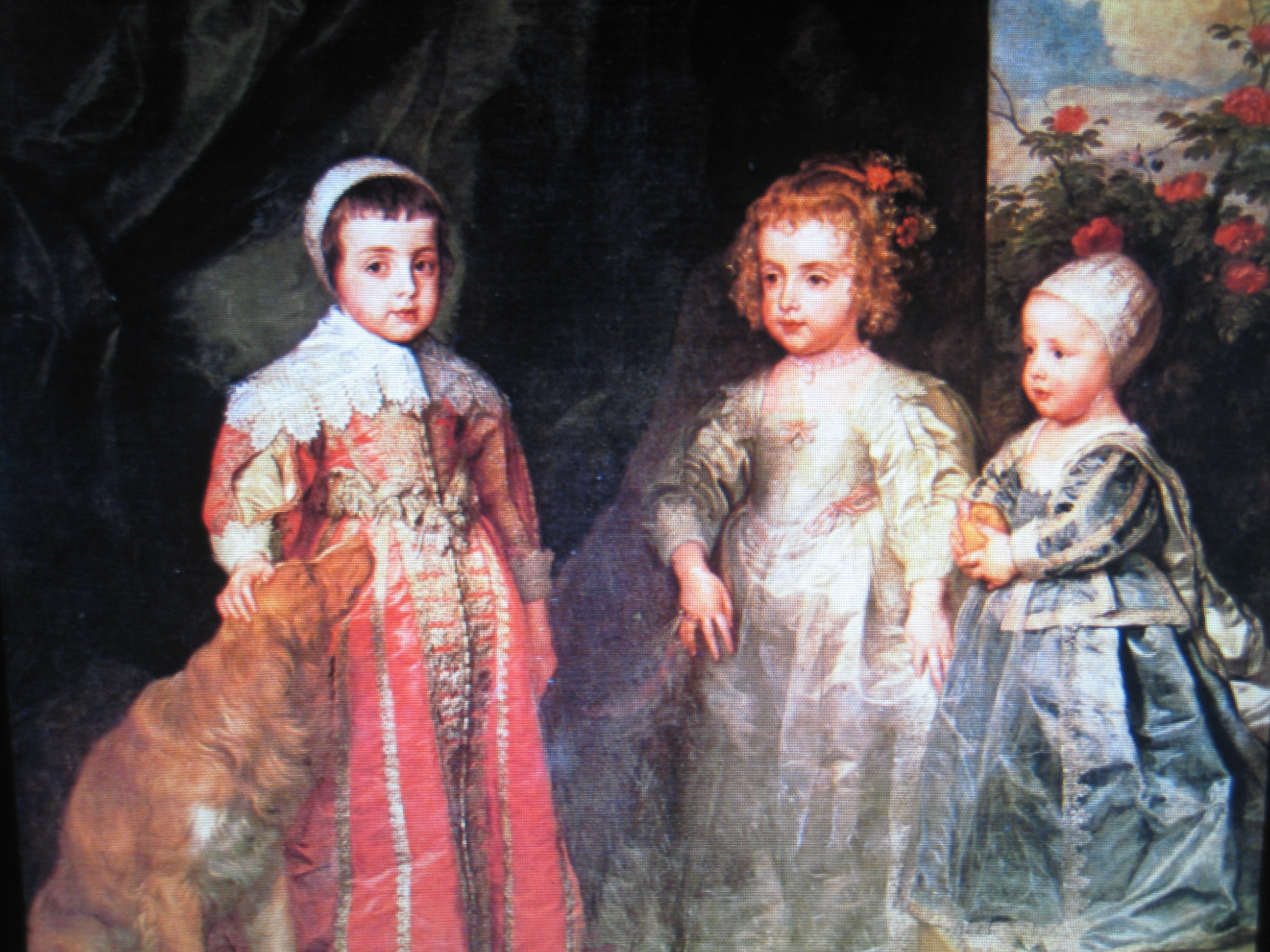
Antoon van Dijck, De oudste drie kinderen van Karel I van Engeland
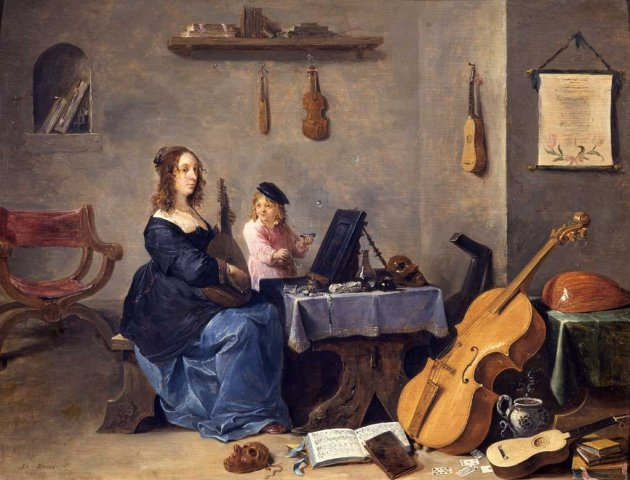
David Teniers II, Portret van Anna Breughel
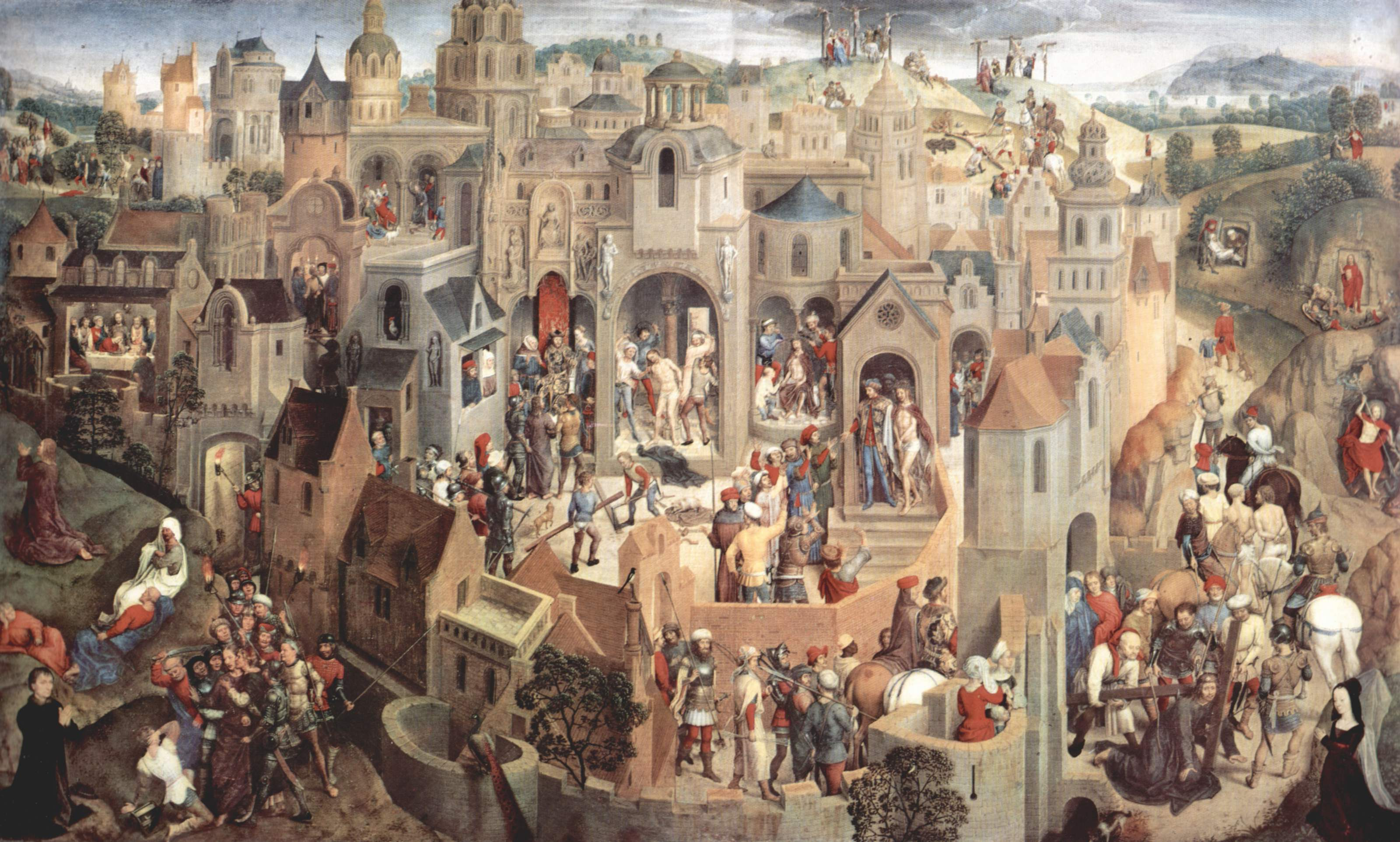
Hans Memling, De passie van Turijn
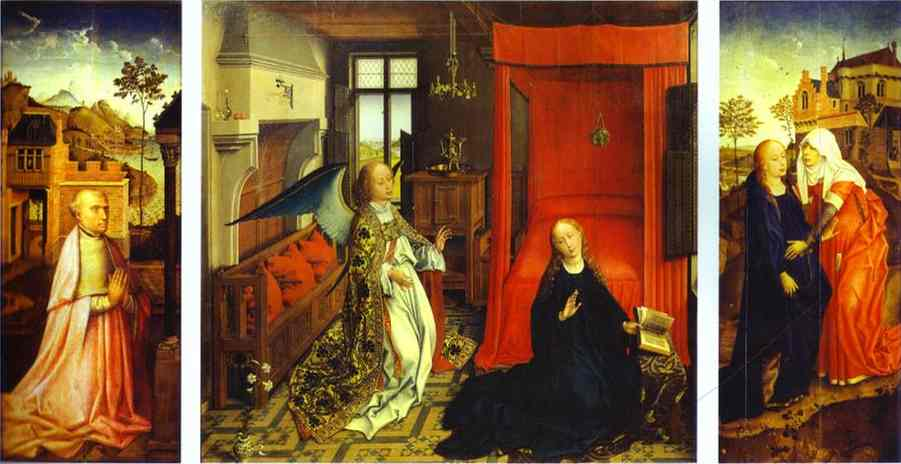
Rogier van der Weysen, Annunciatie
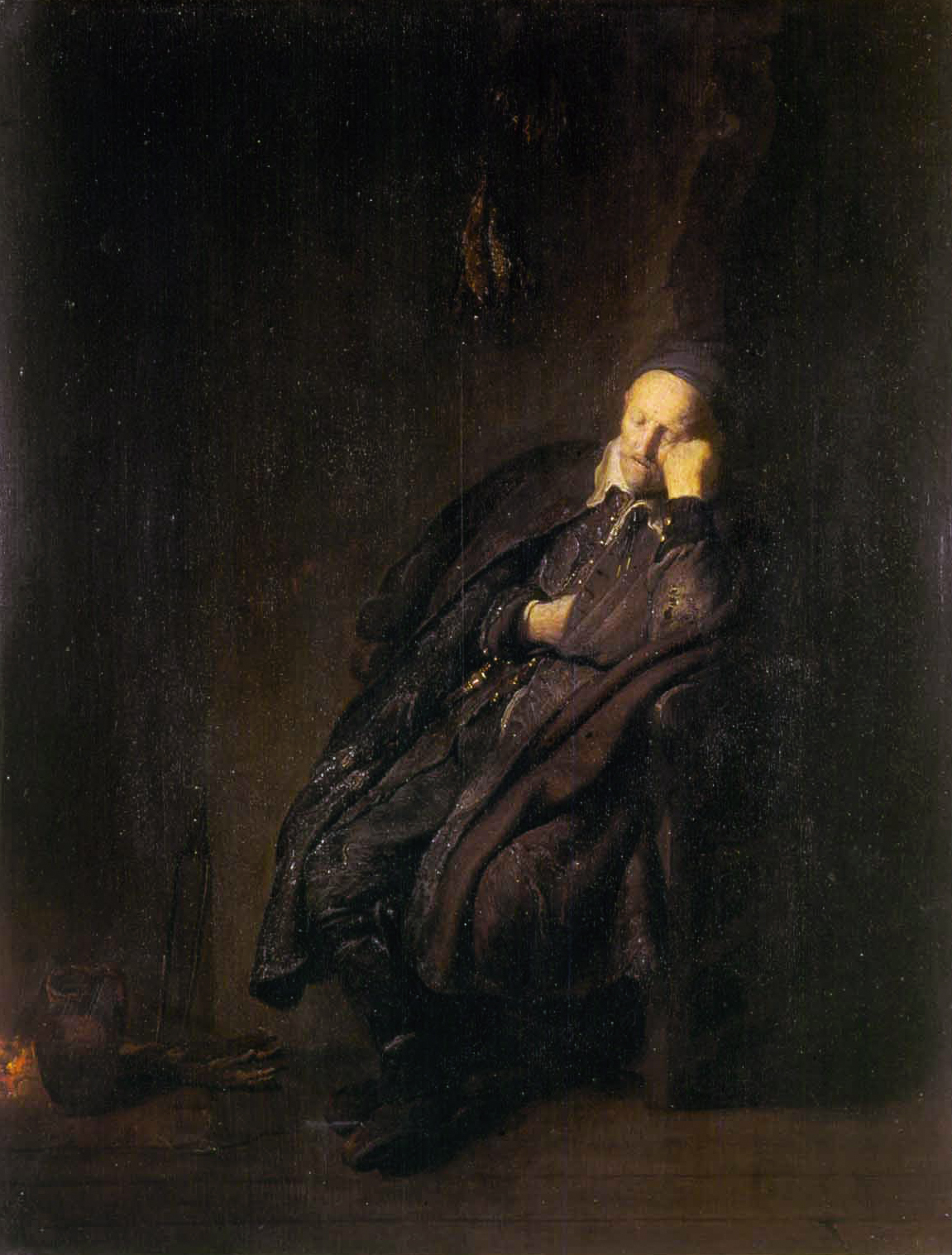
Rembrandt van Rijn, Een oude man slapend bij het vuur
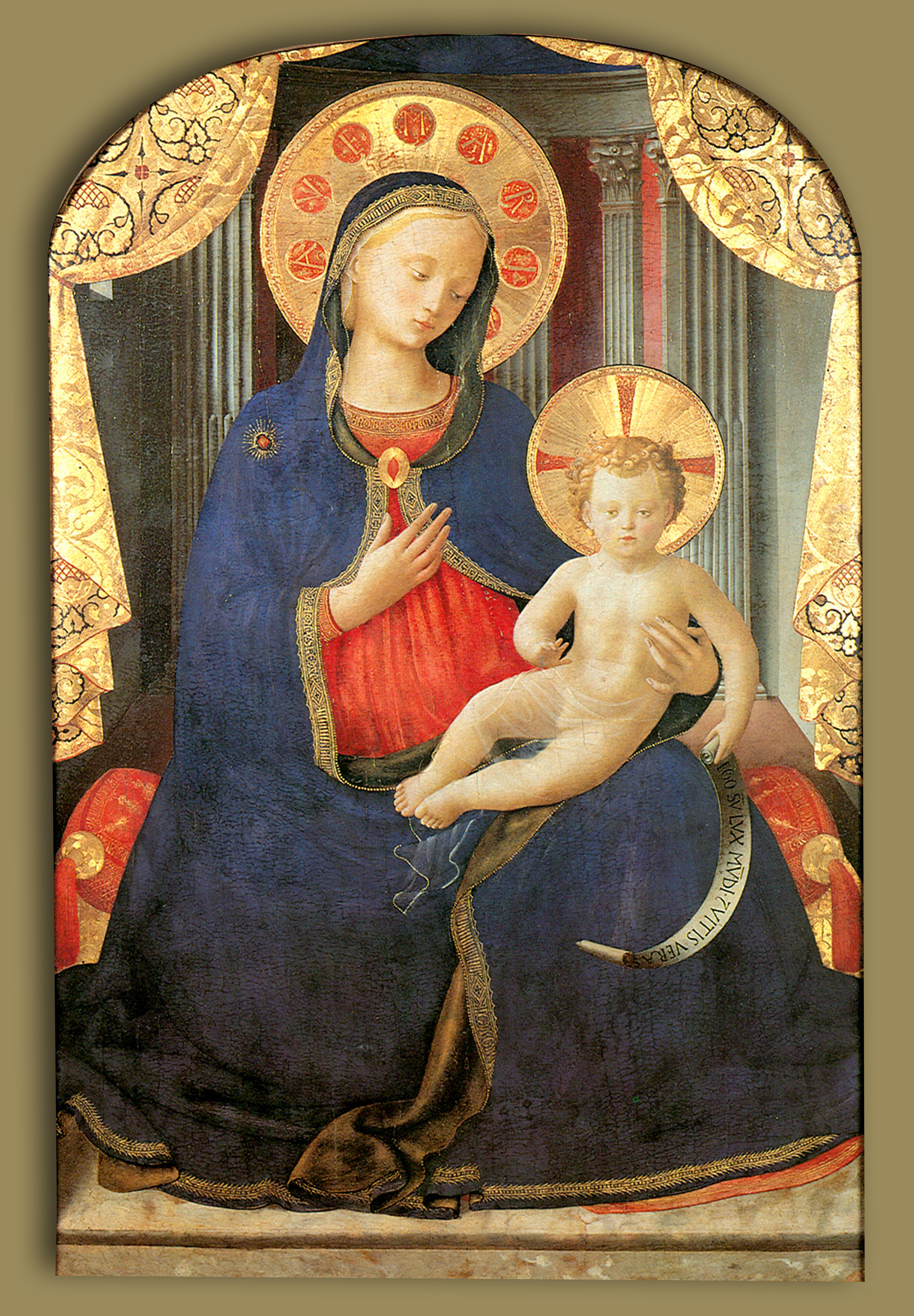
Fra Angelico, Madonna met kind
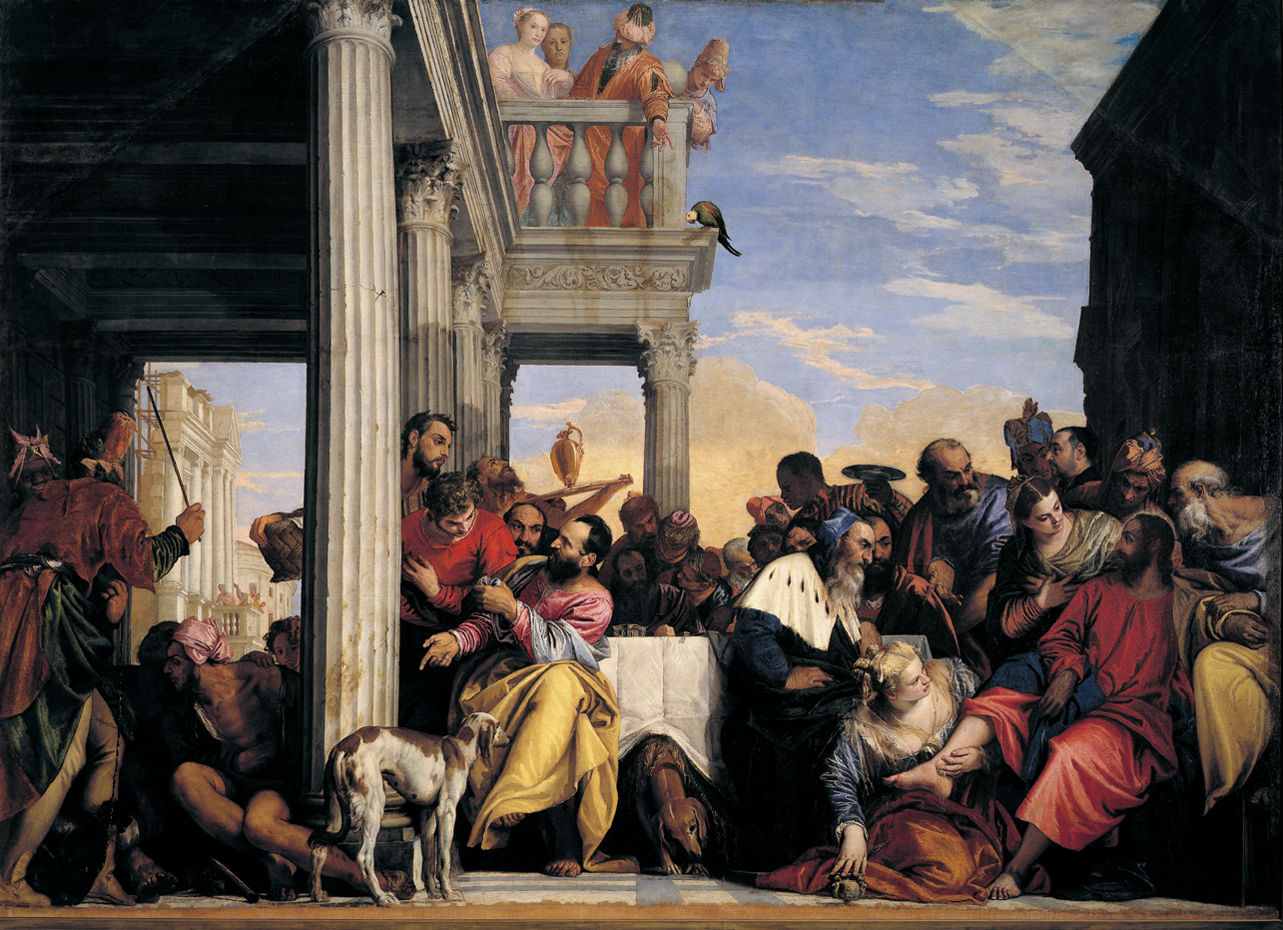
Paolo VeroneseAvondmaal in het huis van Simon
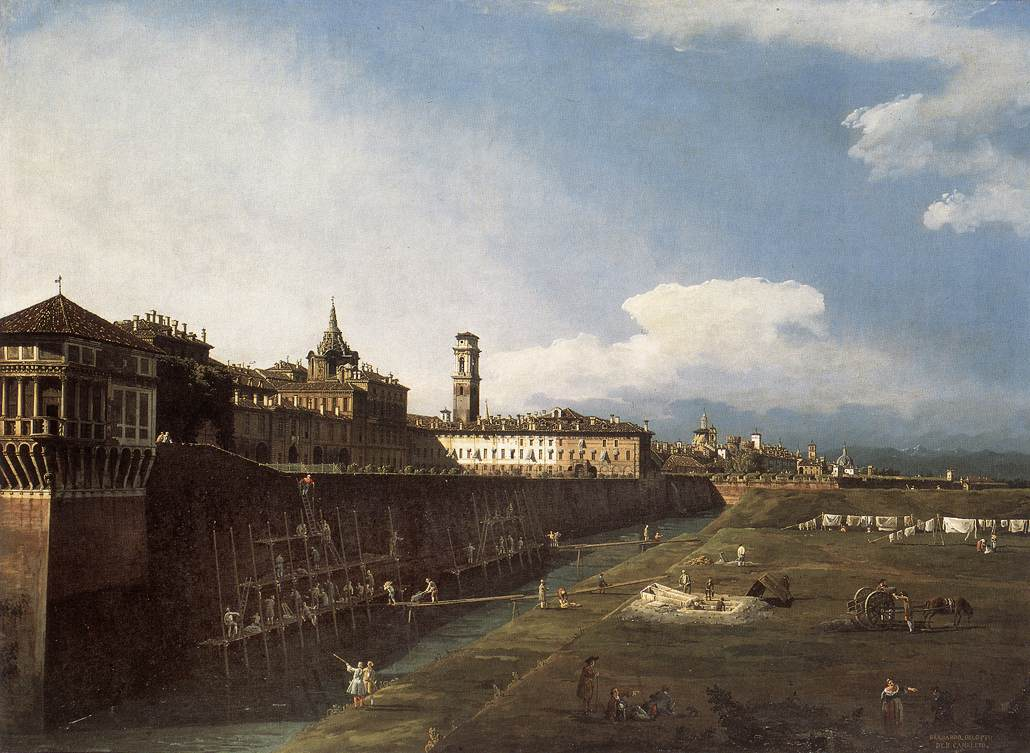
Bernardo Belotto, Zicht op Turijn bij het Palazzo Real

## Weblinks
- Galleria Sabauda – Artworks op The Athenaeum.
- Werken in de Galleria Sabauda